# 紅寶石鞋
紅寶石鞋是電影主角桃樂絲·蓋爾（由茱蒂·嘉蘭飾演）在1939年電影《綠野仙蹤》中所穿的鞋子。在電影中，能給她力量依她想要的次數回家。她穿著這雙紅鞋子逃過惡女巫的攻擊，並拯救了Munchkin族人，這雙紅鞋也保護了桃樂絲逃過女巫的魔法，在原著小說當中，這雙鞋本來是銀色的，但在電影裡，導演大膽的將其改為紅色，並飾以亮晶晶的鑽面。今日這一雙前有蝴蝶結裝飾的高跟鞋可說是紅寶石色高跟鞋的代名詞。
電影中桃樂絲的這雙鞋是她的力量來源，但她本身並沒有查覺，直到片尾她才發現，當時她學會了敲鞋跟三下，並重覆喊「There's no place like home」就能回家。
此鞋由知名的義大利鞋子設計師薩爾瓦托勒·菲拉格慕設計，並依電影需要重複做了多雙以適應不同片景。目前有一雙被美國史密斯學院永久收藏。其他幾雙被私人收藏家蒐購。這些鞋的尺寸並不相同，從5到6號都有，在1970年米高梅曾出售其中一雙，喊價達1萬5千美金。在2000年5月24日，另一雙露比紅鞋的拍賣價高達66萬6千美金。
在佛羅里達州的迪士尼樂園原本也展示一雙，展場就在老電影回顧區，但是後來被一位叫David Elkouby的人標價出售了，此人在好萊塢是知名的慣竊，曾偷竊過不少電影毛片出售。
堪薩斯州的Wamega市，有一所綠野仙蹤的電影紀念館，裡面也展出了一雙真正的紅寶石鞋。2005年8月，這雙鞋在茱蒂·嘉蘭博物館失竊，此博物館是明尼蘇達州孩童探險博物館的一部份。據報導失竊的這雙鞋保險金額高達一百萬美元，IMDB網站對其的估價則是一百五十萬美元。2015年，亞利桑那州一名匿名影迷懸賞了一百萬美元來尋找這雙鞋。

## 沿伸
「紅寶石鞋效應」（Ruby Slippers effect）是軟體設計師使用的形容詞。是用來形容一個提供了使用者超乎意料功能的程式。
為了迴避版權問題，紅寶石鞋並沒有出現在迪士尼影業的2013年電影《奧茲大帝》中。

## 外部連結
- Jim的露比紅鞋